# Photinus saniphallos
Photinus saniphallos is een keversoort uit de familie glimwormen (Lampyridae). De wetenschappelijke naam van de soort is voor het eerst geldig gepubliceerd in 2000 door Zaragoza Caballero.